# Cognópolis
Cognópolis (cogno- do lat. cognitio "conhecer" e -pólis do gr. πόλις polis "cidade"), também conhecida como "Cidade do Conhecimento", é um bairro localizado em Foz do Iguaçu, no Estado do Paraná. O bairro está situado na região rural de Foz do Iguaçu, no Oeste do estado. Com 1.616.000 m2, abriga uma área de preservação ambiental, condomínios residenciais, um centro empresarial e de convenções, e um campus onde funcionam 25 instituições voltadas ao estudo da Conscienciologia, dentre elas o Centro de Altos Estudos da Conscienciologia (CEAEC), fundado pelo médico e médium Waldo Vieira.
Oficializado em 2009, Cognópolis foi idealizado por Waldo Vieira para reunir pessoas interessadas em  aprender e colaborar com a Conscienciologia. Atualmente está sendo construído no bairro o "Megacentro Cultural Holoteca", megaprojeto concebido pelo arquiteto Oscar Niemeyer, que dará espaço a coleções e exposições de mais de 500 mil objetos de estudos conscienciológicos e afins, além do teatro municipal e centros de eventos.